# SOR NB 18
SOR NB 18 ist die Modellbezeichnung für einen Niederflur-Gelenkbus der tschechischen Firma SOR Libchavy.

## Fahrzeugbeschreibung
Der NB 18 ist der erste Gelenkbus der Marke SOR. Sein Aufbau ist vom zweiachsigen Niederflurbus NB 12 abgeleitet. Der Bus verfügt über 44 Sitzplätze und bietet Platz für 150 Fahrgäste.
Ein FPT Industrial Cursor Dieselmotor treibt die Hinterachse über das Automatikgetriebe ZF Ecomat an. Der Zugang zum Bus erfolgt über doppelblättrige Türen (drei im vorderen Bereich, zwei im hinteren Bereich).
Der Bus SOR NBH 18 mit Hybridantrieb und die Oberleitungsbusse SOR TNB 18 und Škoda 31Tr SOR sind vom NB 18 abgeleitet.

## Produktion und Betrieb
Im Jahr 2006 stellte SOR auf der Messe Autotec in Brünn eine völlig neue Serie von Niederflurbussen vor. Darunter befanden sich auch die Prototypen des zweiachsigen Solobus NB 12 und der Gelenkbus NB 18. Eine überarbeitete Version des Modells NB 18 wurde 2008 vorgestellt und unterscheidet sich vom ersten Prototyp durch ein modifiziertes Design. Die Serienproduktion begann im Herbst 2008. Seit 2009 ist auch eine Version mit Hybridantrieb SOR NBH 18 erhältlich.
Der Prototyp des NB 18, der nicht für den Personenverkehr bestimmt war, wurde von der Veolia Transport Prague gekauft und anschließend an den Tschechischen Rundfunkfonds gespendet. Er wurde in ein mobiles Café namens „Potmě“ umgewandelt, in dem seit 2012 blinde Kellner Kunden in völliger Dunkelheit bedienen.
Seit 2015 wird in manchen Versionen des NB 18 ein Iveco-Motor verbaut, der die Abgasnorm Euro 6 erfüllt. Diese Versionen sind außerdem mit dem Getriebe Ecolife 6AP 1402B der Firma ZF ausgestattet.
183 SOR NB 18 Busse wurden zwischen 2010 und 2017 nach Bratislava ausgeliefert und sind dort in Betrieb.
150 Fahrzeuge der zweiten Generation wurden ab 2017 außerdem nach Prag geliefert, ausgestattet mit einer anderen Innenausstattung und Klimaanlage.